# 웨일스의 선거구별 의원 목록 (2015년 ~ 2017년)
다음은 하원에 당선된 제 56대 영국 의회 (2015년 ~ 2017년)의 웨일스 선거구 내 국회의원 (MP) 목록이다. 2015년 5월 7일 치러진 2015년 총선에서 당선된 의원과 재보궐선거를 통해 이어서 당선된 의원을 포함한다.
이 목록은 의원명에 따라 정리했으며, 제 56대 의회 전 회기에 걸쳐 직무를 맡지 못하고 도중에 사임하거나 유예된 의원들은 이탤릭체로 표시했다. 총선 이후에 새롭게 당선된 의원들은 아래쪽에 추가해 놓았다.

## 의원 구성 현황
| 소속정당 | 소속정당      | 의원 |
|          | 노동당        | 25   |
|          | 보수당        | 11   |
|          | 플라이드 컴리 | 3    |
|          | 자유민주당    | 1    |
| 총합     | 총합          | 40   |

## 의원 목록
| 의원 | 의원                | 선거구                      | 정당          | 초선연도      |
| ---- | ------------------- | --------------------------- | ------------- | ------------- |
|      | 구토 베브           | 애버콘위                    | 보수당        | 2010년        |
|      | 케빈 브레넌         | 카디프웨스트                | 노동당        | 2010년        |
|      | 크리스 브라이언트   | 론다                        | 노동당        | 2010년        |
|      | 앨런 케언스         | 베일오브글러모건            | 보수당        | 2010년        |
|      | 앤 클루이드         | 커넌밸리                    | 노동당        | 1984년 재보궐 |
|      | 스티븐 크랩         | 프레슬리펨브룩셔            | 보수당        | 2010년        |
|      | 웨인 데이비드       | 카이어필리                  | 노동당        | 2010년        |
|      | 바이런 데이비스     | 고워                        | 보수당        | 2015년        |
|      | 크리스토퍼 데이비스 | 브레컨 래드너셔             | 보수당        | 2015년        |
|      | 데이비드 데이비스   | 몬머스                      | 보수당        | 2010년        |
|      | 제레인트 데이비스   | 스완지웨스트                | 노동당/합동당 | 2010년        |
|      | 글린 데이비스       | 몽고메리셔                  | 보수당        | 2010년        |
|      | 제임스 데이비스     | 베일오브클루이드            | 보수당        | 2015년        |
|      | 스티븐 다우티       | 카디프사우스퍼나스          | 노동당/합동당 | 2012년 재보궐 |
|      | 조너선 에드워즈     | 카마던이스트 디네부르       | 플라이드 컴리 | 2010년        |
|      | 크리스 이반스       | 이슬루인                    | 노동당/합동당 | 2010년        |
|      | 폴 플린             | 뉴포트웨스트                | 노동당        | 1987년        |
|      | 스티븐 키녹         | 애버라본                    | 노동당        | 2015년        |
|      | 니아 그리프스       | 흘라네흘리                  | 노동당        | 2010년        |
|      | 크리스티나 리스     | 니스                        | 노동당        | 2015년        |
|      | 데이비드 핸슨       | 델린                        | 노동당        | 1992년        |
|      | 사이먼 하트         | 카마던웨스트 펨브룩셔사우스 | 보수당        | 2010년        |
|      | 제럴드 존스         | 머서티드빌 림니             | 노동당        | 2015년        |
|      | 휴 이란카데이비스   | 오그모어                    | 노동당        | 2002년 재보궐 |
|      | 캐럴라인 해리스     | 스완지이스트                | 노동당        | 2015년        |
|      | 데이비드 존스       | 클루이드웨스트              | 보수당        | 2010년        |
|      | 수전 존스           | 클루이드사우스              | 노동당        | 2010년        |
|      | 리즈 새빌로버츠     | 뒤포르메이리오니드          | 플라이드 컴리 | 2015년        |
|      | 이언 루커스         | 렉섬                        | 노동당        | 2010년        |
|      | 매들린 문           | 브리젠드                    | 노동당        | 2010년        |
|      | 제시카 모든         | 뉴포트이스트                | 노동당        | 2010년        |
|      | 닉 토머스시먼스     | 토바엔                      | 노동당        | 2015년        |
|      | 앨버트 오언         | 어니스몬                    | 노동당        | 2010년        |
|      | 닉 스미스           | 블래노그웬트                | 노동당        | 2010년        |
|      | 오언 스미스         | 폰티프리드                  | 노동당        | 2010년        |
|      | 조 스티븐스         | 카디프센트럴                | 노동당        | 2015년        |
|      | 마크 터미           | 알린 디사이드               | 노동당        | 2010년        |
|      | 크레이그 윌리엄스   | 카디프노스                  | 보수당        | 2015년        |
|      | 히웰 윌리엄스       | 아번                        | 플라이드 컴리 | 2010년        |
|      | 마크 윌리엄스       | 케레디온                    | 자유민주당    | 2005년        |

## 재보궐선거
2015년 총선 이후 현재까지 치러진 재보궐선거는 없다.

## 같이 보기
- 2015년 영국 총선
- 2015년 영국 총선 당선자 목록
- 잉글랜드의 선거구별 의원 목록 (2015년 ~ 2017년)
- 스코틀랜드의 선거구별 의원 목록 (2015년 ~ 2017년)
- 북아일랜드의 선거구별 의원 목록 (2015년 ~ 2017년)